# Danieła Georgiewa
Danieła Georgiewa, bułg. Даниела Георгиева (z domu Spasowa, [Спасова]; ur. 22 września 1969 w Sofii) – bułgarska lekkoatletka specjalizująca się w biegach sprinterskich oraz płotkarskich, uczestniczka letnich igrzysk olimpijskich w Sydney (2000).

## Sukcesy sportowe
- mistrzyni Bułgarii w biegu na 400 metrów przez płotki – 1994
- dwukrotna mistrzyni Bułgarii w biegu na 400 metrów – 1994, 2000[1]
- halowa mistrzyni Bułgarii w biegu na 400 metrów – 1989[2]

| Rok  | Miasto    | Zawody                    | Konkurencja   | Wynik         |
| ---- | --------- | ------------------------- | ------------- | ------------- |
| 1994 | Helsinki  | Mistrzostwa Europy        | bieg na 400 m | 7. miejsce    |
| 1995 | Barcelona | Halowe mistrzostwa świata | bieg na 400 m | brązowy medal |

## Rekordy życiowe
- na otwartym stadionie
bieg na 100 metrów – 11,73 – Kalamáta 02/06/2001
bieg na 200 metrów – 23,26 – Saint-Denis 01/06/1995
bieg na 400 metrów – 50,25 – Sofia 20/05/1995
- w hali
bieg na 55 metrów – 7,06 – Lamoni 16/02/2002
bieg na 60 metrów – 7,62 – Charleston 19/01/2002
bieg na 200 metrów – 23,87 – Karlsruhe 29/01/2000
bieg na 400 metrów – 51,74 – Sofia 04/02/1995